# Waldyr Arcoverde
Waldyr Mendes Arcoverde (Amarante, 22 de setembro de 1932 - Brasília, 2 de dezembro de 2017) foi um médico e político brasileiro.

## Biografia
Diplomou-se em medicina pela Universidade Federal do Paraná. Em 1962 tornou-se médico sanitarista no Rio Grande do Sul. Em outubro de 1979 foi indicado para substituir Mário Augusto Jorge de Castro Lima no Ministério da Saúde, devido à morte de seu irmão, o então senador piauiense Dirceu Mendes Arcoverde, como forma de amenizar a perda do influente político em meio ao regime militar.

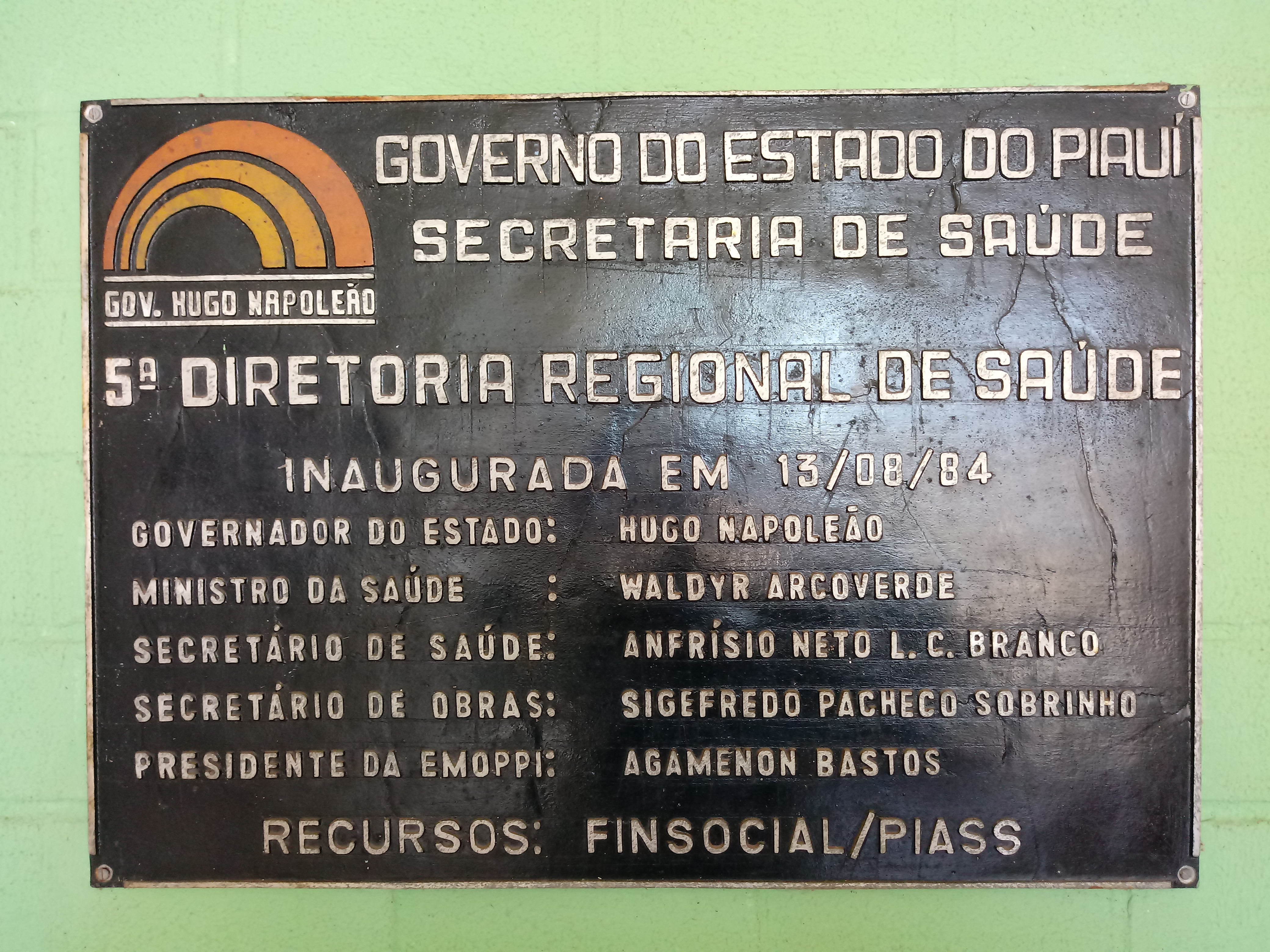
Placa de uma inauguração como Ministro da Saúde, em 1984.

Na posse, Waldyr fez um balanço da saúde pública e disse que pretendia interiorizar as ações básicas nas regiões mais pobres, sobretudo nas periferias das grandes cidades e na zona rural. Seu projeto mais ambicioso era ampliar as redes de saneamento básico e desenvolver um programa de vacinação. Em 1981, destacou a baixa renda como uma das principais causas para o problema da saúde. Durante sua gestão, iniciaram-se as pesquisas na Fundação Oswaldo Cruz para produção de vacina contra o sarampo. Arcoverde deixou o Ministério da Saúde em março de 1985, sendo sucedido por Carlos Corrêa de Menezes Sant'anna, escolhido ministro no Governo Sarney.